# 정상나선은하

소용돌이 은하와 동반한 위성 은하. 소용돌이 은하는 정상 나선 은하로 분류된다.

정상 나선 은하(正常 螺旋 銀河, 영어: Unbarred spiral galaxy, Normal spiral galaxy)는 은하의 중심에 막대가 없는, 즉 막대 나선 은하가 아닌 유형의 나선 은하이다. 은하 형태 분류에서 SA형으로 표현된다.

## 설명
정상나선은하는 드 보클레르 체계(de Vaucouleur system)에 의해 분류된 나선은하에 관한 세 가지 유형 중 하나이다. 다른 두 유형으로는 중간나선은하와 막대나선은하가 있다. 허블 소리굽쇠(hubble tuning fork)에서는 두 유형의 나선은하 중 하나로, 다른 유형으로는 막대나선은하가 있다.

## 예시

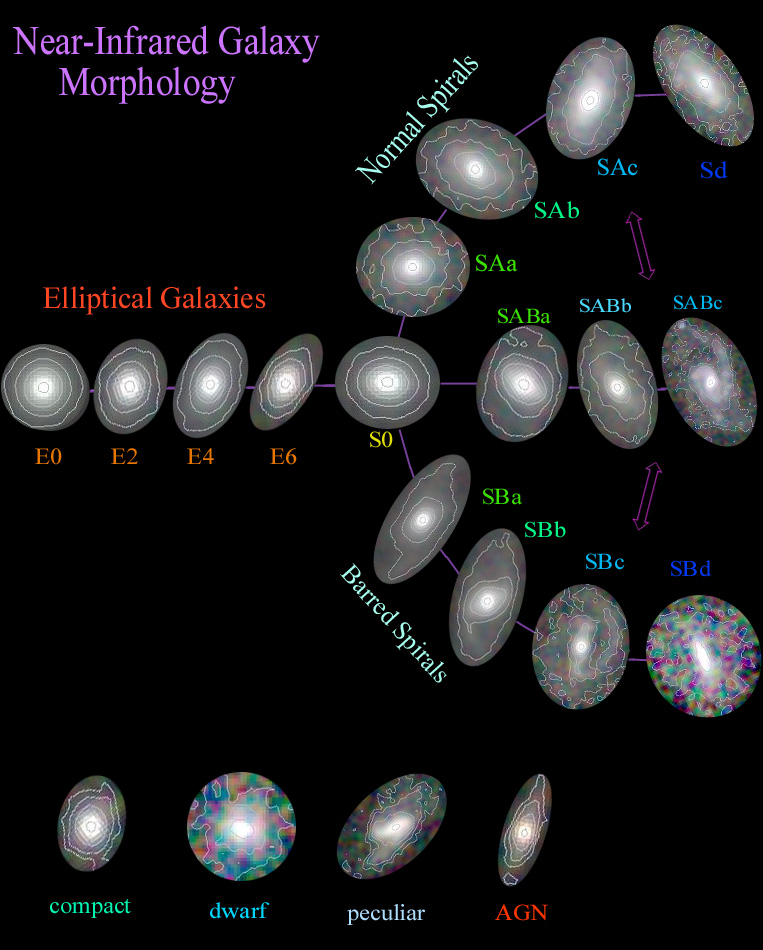
드 보클레르의 분류 체계, SA형 은하는 나선 은하에 관한 세 유형 중 하나이다.

| 예              | 유형  | 사진 | 정보                                                       | 주석                                     |
| --------------- | ----- | ---- | ---------------------------------------------------------- | ---------------------------------------- |
|                 | SA0-  |      | SA0- 렌즈형 은하의 일종                                    |                                          |
|                 | SA0   |      | SA0 렌즈형 은하의 일종                                     |                                          |
|                 | SA0+  |      | SA0+ 렌즈형 은하의 일종                                    |                                          |
| NGC 3593        | SA0/a |      | SA0/a형은 정상 렌즈형 은하의 일종으로 간주될 수도 있다     | NGC 3593은 실제로"SA(s)0/a"형이다        |
| NGC 3169        | SAa   |      |                                                            | NGC 3169는 실제로 "SA(s)a pec"형이다     |
| 메시에 81       | SAab  |      |                                                            | M81은 실제로 "SA(s)ab"형이다             |
| 메시에 88       | SAb   |      |                                                            | M88은 실제로 "SA(rs)b"형이다             |
| NGC 3949        | SAbc  |      |                                                            | NGC 3949는 실제로 "SA(s)bc"형이다        |
| NGC 4414        | SAc   |      |                                                            | NGC 4414는 실제로 "SA(rs)c"형이다        |
| 삼각형자리 은하 | SAcd  |      |                                                            | 삼각형자리 은하는 실제로 "SA(s)cd"형이다 |
| NGC 300         | SAd   |      |                                                            | NGC 300은 실제로 "SA(s)d"형이다          |
| NGC 45          | SAdm  |      | SAdm형은 정상마젤란형 나선은하의 일종으로도 간주될 수 있다 | NGC 45는 실제로 "SA(s)dm"형이다          |
| NGC 4395        | SAm   |      | SAm형은 마젤란형 나선은하(Sm)의 일종이다                   | NGC 4395는 실제로 "SA(s)m"형이다         |